# Antiochijské knížectví
Antiochijské nebo někdy psáno také Antiošské knížectví (latinsky Principatus Antiochenus, normansky Princeté de Antioch) byl křižácký stát rozkládající se v dnešní Sýrii a Turecku s centrem ve městě Antiochie. Bylo založeno během první křížové výpravy v roce 1098 a zaniklo dobytím Antiochie mamlúckým sultánem Bajbarsem roku 1268.

## Dějiny

### Křižácká základna
Když se roku 1097 Balduin z Boulogne oddělil od hlavního vojska, aby táhl dál na východ, ostatní v říjnu 1097 dorazili k Antiochii. Obléhání vedl Bohemund z Tarentu. Město, s více než čtyřmi sty věžemi, zůstávalo stále neproniknutelné. Obléhání se s velkým utrpením vleklo i během zimy, vojáci byli nuceni jíst maso svých koní, a podle legendy dokonce i své padlé spolubojovníky.

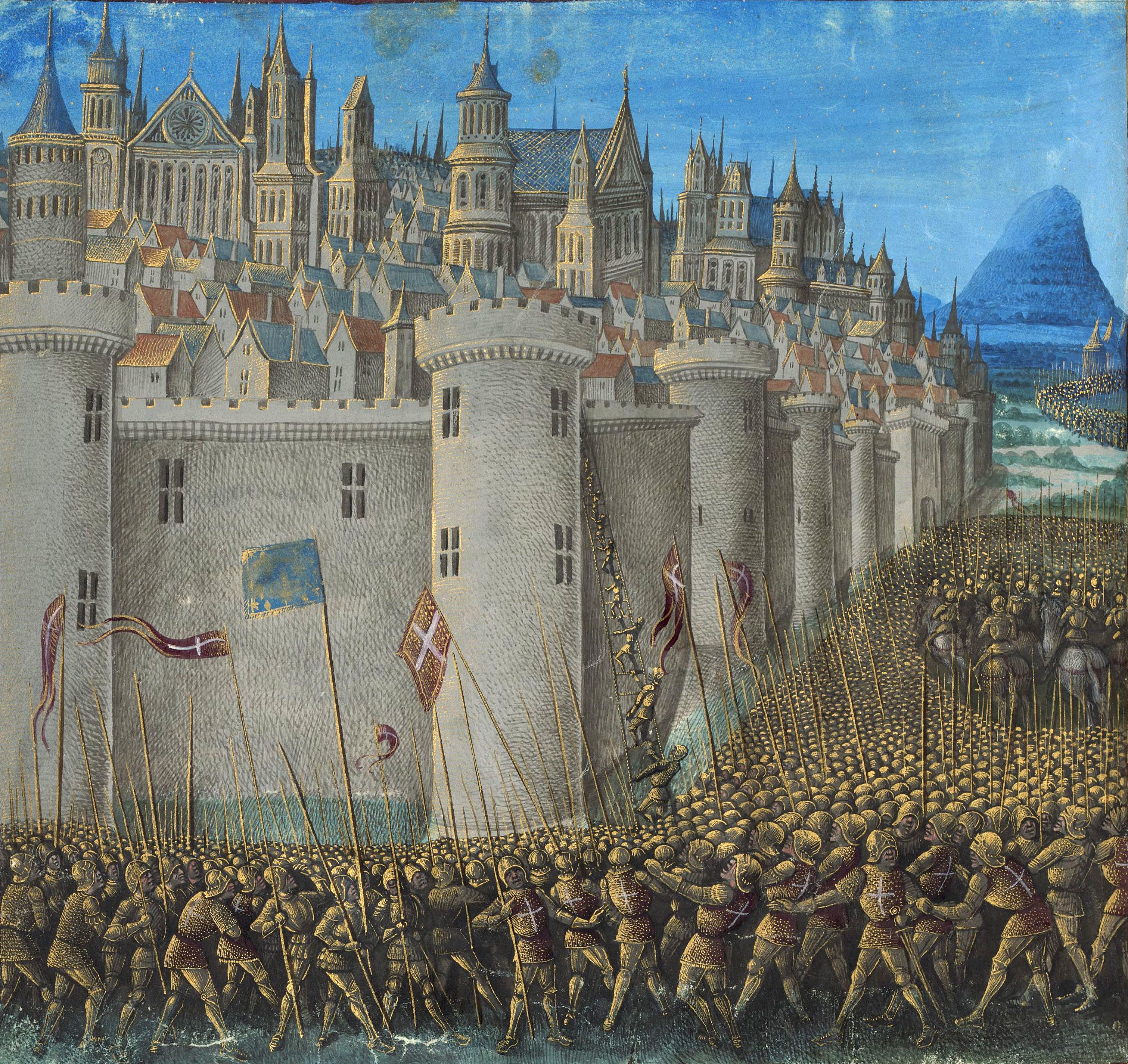
Obléhání Antiochie křižáky v letech 1097–1098

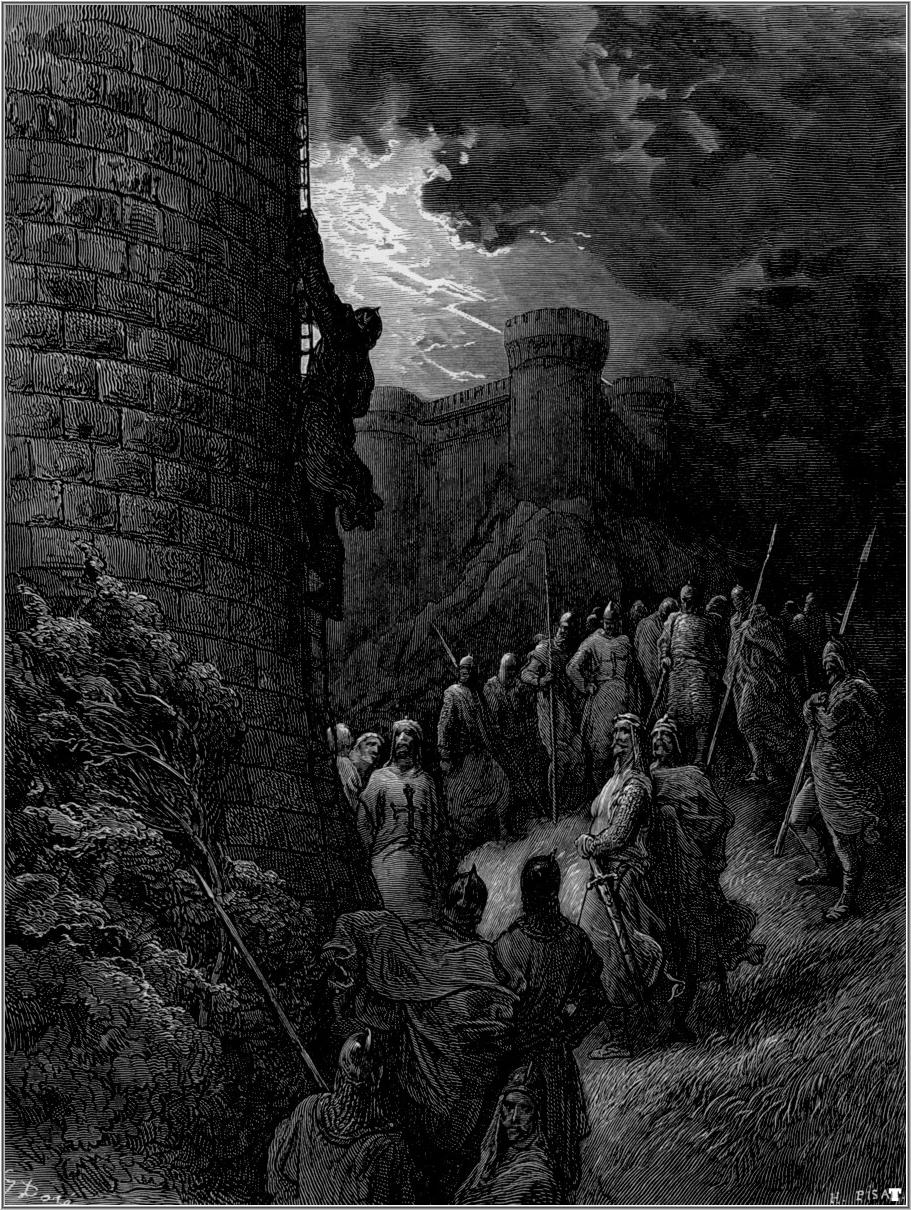
Křižáci tajně zdolávají antiochijské opevnění a pronikají do města

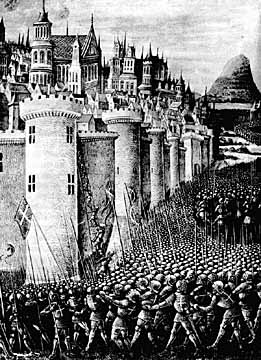
Dobytí Antiochie křižáky, Sébastien Mamerot, 1490

Nakonec se Bohemundovi podařilo přesvědčit strážného jedné z bran, bývalého křesťana jménem Firouz, aby křižáky vpustil do města. Tak se i 3. června léta páně 1098 stalo. Poté následovalo zmasakrování muslimských obyvatel Antiochie. Pouze o čtyři dny později dorazilo muslimské vojsko mosulského vládce Körbughy, které křižáky oblehlo. Byzantský císař Alexios I. Komnenos, který se vydal křižákům na pomoc, zavelel k ústupu, když se doslechl, že město bylo znovu obklíčeno.
Nicméně křižáci obléhání ustáli, mimo jiné za pomoci tajemného Petra Bartoloměje, poutníka, který tvrdil, že se mu zjevil svatý Ondřej a ten mu měl říci, že Svaté kopí, kterým římský voják probodl Krista na kříži, se nachází tady, v Antiochii. Katedrála svatého Petra byla rozkopána a Kopí bylo nalezeno Petrem osobně. Ačkoliv se zdá pravděpodobnější, že Kopí byl podvrh, který do katedrály Petr před tím donesl (dokonce i papežský legát Adhemar z Le Puy věřil, že je skutečné).[zdroj?] V každém případě to pomohlo udržet morálku křižáckých bojovníků, mezi kterými se šířily poraženecké nálady. S vědomím nově nalezené relikvie („Kristus nad námi bdí“) se Bohemund rozhodl vypochodovat z města Körbughovi vstříc a utkat se s ním. Především skvělou taktikou Bohemund Körbughu skutečně porazil.
Boj byl u konce, ne ovšem žhavá diskuse mezi křižáckými veliteli na téma, komu město připadne. Bohemund, jehož autorita stoupla po vítězství nad Körbughovými vojáky se za pomoci jihoitalských Normanů prohlásil vládcem Antiochie – knížetem z Antiochie. Bohemund už jednou knížetem byl, a to v Tarentu v Itálii. Pro své nové panství požadoval nezávislost na Byzantské říši, proto neusiloval o titul vévody z rukou byzantského císaře (v jehož jménu přísahal bojovat), ani o žádný jiný titul s hlubokými lenními závazky, jako třeba hrabě. Mezitím se neznámá epidemie přehnala křižáckým ležením, jednou z jejích obětí byl i Adhemar z Le Puy.

### Raná historie

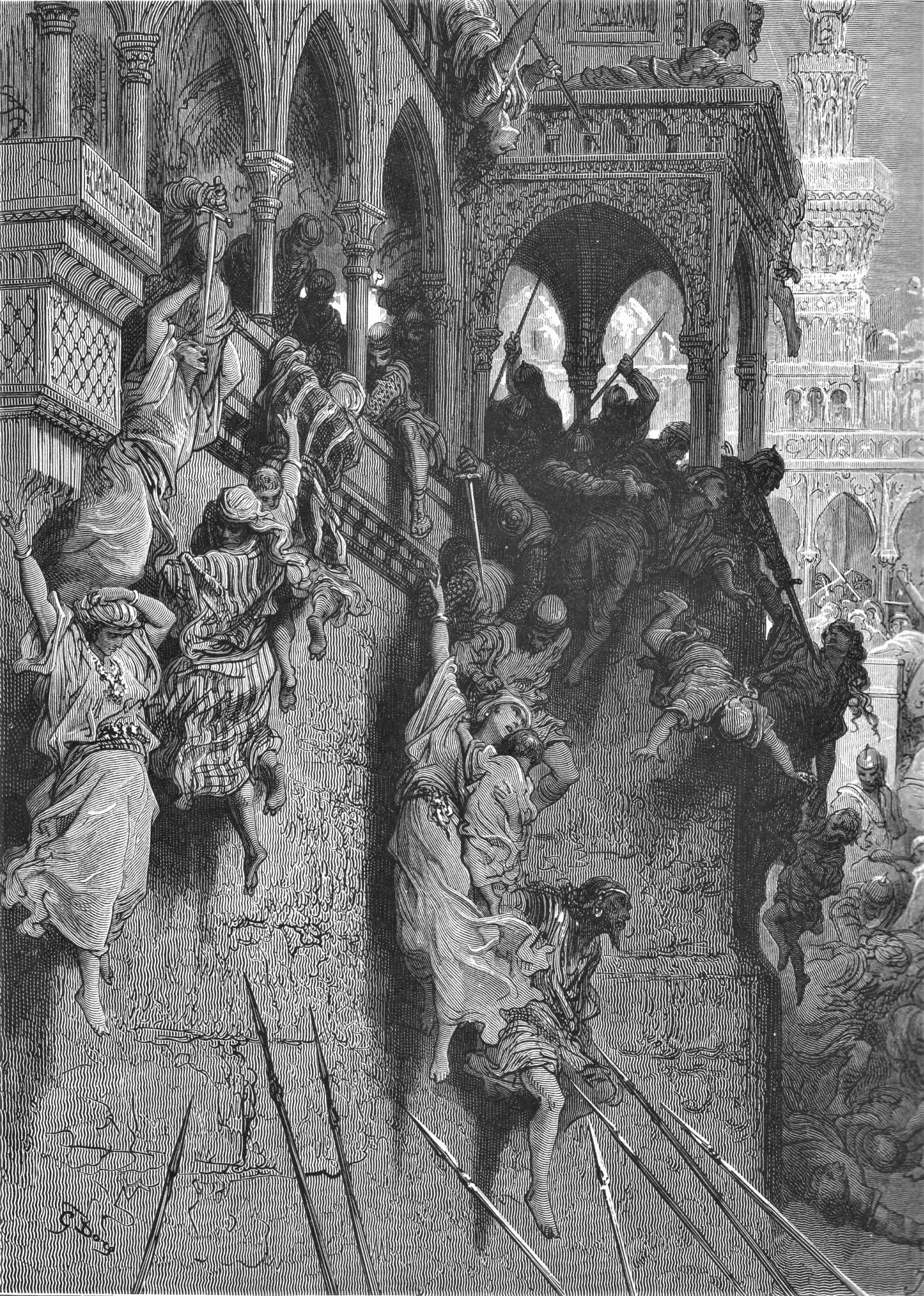
Masakr v Antiochii

V bitvě s Danišmendy roku 1100 byl Bohemund zajat. Na jeho místo nastoupil jako regent jeho synovec Tankred. Tankred značně rozšířil území svého státu útokem na turecké a byzantské državy a zabral města Tarsos a Latakia. Roku 1103 byl Bohemund propuštěn a následně v roce 1105 se vydal do Itálie verbovat nové vojáky. Své nové vojsko použil v roce 1107 na útok proti Byzanci a když byl o rok později poražen, byl donucen uznat lenní závislost Antiochie na Byzanci a slíbit vrátit území, které dobyl na Byzantské říši zpět. Bohemund se poté zaměřil na saracénská území. Společně s Balduinem II., hrabětem z Edessy a jeho spojencem Joscelinem zaútočili na důležité mocenské centrum seldžuckých Turků Aleppo. Když byli Joscelin s Balduinem zajati, Tankred, který byl doteď regentem Antiochie se ujal vlády v Edesse a poté se stal regentem Antiochie ještě jednou, když Bohemund opět odjel do Itálie, kde roku 1111 zemřel.
Alexios I. Komnenos po Tankredovi následně chtěl, aby celé území Antiochijského knížectví předal pod vládu Byzance. Tankred, podporovaný hrabětem z Tripolisu a jeruzalémským králem se k takovému činu ovšem vůbec neměl. Ve skutečnosti byl Tankred jediným křižáckým velitelem, který ještě před zahájením pochodu do Svaté země Alexiovi neodpřísáhl svou lenní věrnost, což nakonec udělali všichni křižáci, včetně Bohemunda. Tankred zemřel roku 1112 a na uprázdněný trůn usedl Bohemund II. z Antiochie. Místo regenta zaujal Tankredův synovec Roger ze Salerna, který porazil Seldžuky v boji roku 1113.
Nicméně 27. června 1119 byl Roger zabit v bitvě u Ager Sanguinis (Pole krve) a Antiochie se stala vazalem Království jeruzalémského s králem Balduinem II. jako regentem až do roku 1126, i když část této doby strávil král v zajetí v Aleppu. Bohemund II., který se oženil s dcerou Balduina II. Alicí, vládl pouhé čtyři roky a když zemřel, knížectví zdědila jeho mladší dcera Konstancie Antiochijská. Balduin II. se znovu ujal regentství vládl až do své smrti roku 1131, kdy se moci chopil Fulko z Anjou. Roku 1136 byla Konstancie provdána za o šestadvacet let staršího Raimonda z Poitiers, jí bylo pouhých deset let.
Stejně jako jeho předchůdci, i Raimond zaútočil na byzantskou provincii Kilíkii. Byl odražen a císař Jan II. Komnenos přešel do protiútoku. Jan II. přitáhl k Antiochii a donutil Raimonda, aby mu odpřisáhl svou poslušnost. V té době také vyvinul protibyzantskou aktivitu edesský hrabě Joscelin II. a Jan II. byl donucen se s ním jít vypořádat. Císař zamýšlel dobýt všechny křižácké státy, ale jeho smrt v roce 1143 mu v tom zabránila.

### Antiochie pod byzantskou nadvládou

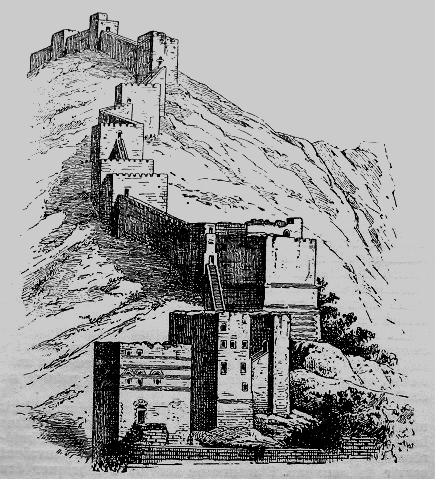
Antiochijské opevnění na hoře Silpius, 12. století

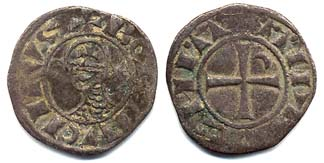
Mince Bohemunda III.

Po pádu Edessy roku 1144 sultán Núr ad-Dín zaútočil také na Antiochii. Velká území na východě byla ztracena a sám Raimond byl zabit v bitvě u Inabu roku 1149. Jeruzalémský král Balduin III. vdovu po Raimondovi provdal za Renaulda de Châtillon. Také Renauld vyhledával konflikty s Byzantinci, tentokrát na Kypru, uzavřel příměří s císařem Manuelem I., nicméně roku 1158 a 1159 přijel císař osobně převzít moc v Antiochii. Nadále bylo knížectví Antiochie vazalem Byzantské říše až do Manuelovi smrti roku 1180. Ačkoliv toto uspořádání znamenalo, že knížectví bude Byzanc vojensky podporovat a poskytovat vojáky byzantské armádě, (vojáci z Antiochie se účastnili byzantského tažení proti seldžukům roku 1176), mělo však díky tomu zajištěnou ochranu Byzance před Núr ad-Dínem v době, kdy bylo nejvíce ohroženo, na rozdíl od ostatních křižáckých států, které si museli vojenskou pomoc obstarávat složitě z Evropy.
Renauld byl v roce 1160 zajat muslimy a regentství v Antiochii připadlo zdejšímu byzantskému patriarchovi. Renauld byl vězněn až do roku 1176 a nikdy už se do Antiochie nevrátil. Zatím se Manuel I. oženil s dcerou Konstancie z Antiochie Marií, a Konstancie byla v té době jediná, kdo Antiochii vládl, ale v roce 1163 byla sesazena a nahrazena svým synem Bohemundem III. Bohemund byl zajat následujícího roku Nur ad-Dínem v bitvě u Harimu a řeka Oront se stala hranicí mezi knížectvím Antiochie a aleppským emirátem. Bohemund se vrátil ze zajetí roku 1165 a oženil se s jednou z Manuelových neteří, zároveň byl v Antiochii dosazen ortodoxní patriarcha z Konstantinopole.
Aliance s Byzancí v Antiochii skončila se smrtí císaře Manuela I. roku 1180. Najednou bylo město zbavené byzantské ochrany, která oblast střežila před Nur ad-Dínem posledních dvacet let. Přesto se město s pomocí italských městských států ubránilo útoku Saladina, který roku 1187 dobyl Jeruzalémské království. Ani Antiochie ani Tripolis se nepodílely na třetí křížové výpravě, ačkoliv zbytky německé armády v Antiochii roku 1190 přezimovaly. Syn Bohemunda III. Bohemund se stal hrabětem v Tripolisu a jeho starší bratr Raimond se oženil s princeznou z Arménie. Bohemund III. zemřel v roce 1201.
Bohemundova smrt měla za následek vypuknutí boje o Antiochii mezi Bohemundem, hrabětem z Tripolisu a vnukem Bohemunda III. Raimondem Roupenem. Bohemund z Tripolisu, známý jako Bohemund IV. dobyl Antiochii roku 1207, ale jeho soupeř Raimond se vlády zmocnil v letech 1216–1219. Bohemund IV. zemřel roku 1233 a vládu převzal jeho syn, Bohemund V.
Antochie později sehrála nevýznamnou roli během páté křížové výpravy, šesté křížové výpravy, kdy římský císař Friedrich II. zkoušel dobýt nazpět Jeruzalém, či sedmé křížové výpravy, kdy se o to samé pokoušel francouzský král Ludvík IX.

### Pád Antiochie
Roku 1254 se antiochjský kníže Bohemund VI. oženil s arménskou princeznou Sibylou, čímž skončily letité boje mezi oběma státy. Přičemž Arménie byla značně silnější a Antiochie byla v podstatě jejím vazalem. Oba státy však byli smeteny konfliktem mezi Mameluky a Mongoly. Když byli Mongolové poraženi v bitvě u Ain Jalut, sultán Bajbars začal ohrožovat Antiochii (která byla stále vazalem Arménie), kterou také podporovali Mongolové. Bajbars se nakonec města zmocnil roku 1268 spolu s územím v severní Sýrii. O třiadvacet let později padla poslední křižácká pevnost Akkon. Od této chvíle již křižácké státy v Levantě přestanou existovat. Z křižáckých států zůstanou už jen prázdné tituly, kníže z Antiochie, hrabě z Tripolisu, či král Kypru, někdy udělované mladším příslušníkům západoevropských královských rodů.

## Geografie a demografie

Antiochijské knížectví

Knížectví Antiochie bylo svou rozlohou třetí největší z křižáckých států ve Svaté zemi, hned po edesském hrabství a království jeruzalémském. Rozkládalo se v severovýchodním lemu Středozemního moře. Hraničilo s hrabstvím Tripolis na jihu, Edessou na východě, a Byzantskou říší a královstvím Malé Arménie na severozápadě. Hranice byla ovšem pohyblivá v závislosti na době. Ve 12. století mělo knížectví asi dvacet tisíc obyvatel, nejvíce arménských monofyzitů a řeckých ortodoxních. Muslimové převažovali na venkově. Většina osadníků, kteří přišli s křižáky byli jihoitalští Normané. Křesťanů západního ritu z předkřižáckých dob bylo v zemi jen nepatrně, přesto však byl v Antiochii roku 1100 dosazen latinský patriarcha.

## Antiochijská knížata v letech 1098–1268

Znaky knížat Antiochie:
Fiktivní znak později přisuzovaný Bohemundovi z Tarentu
Znak normanské dynastie Hautevillů
Znak dynastie Poitiers-Antiochijské (od roku 1163)
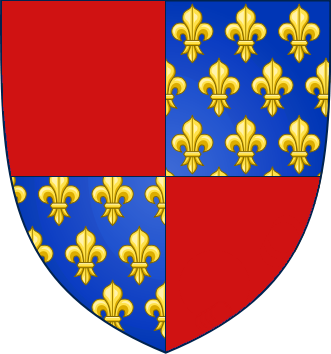
Znak užívaný počínaje Bohemundem VI. (od roku 1252)

- Bohemund I., 1098–1111
  -  Tankred Galilejský, regent, 1100–1103 a 1105–1112
- Bohemund II., 1111–1130
  -  Roger ze Salerna, regent, 1112–1119
  -  Balduin II. Jeruzalémský, regent, 1119–1126 a 1130–1131
- Konstancie, 1130–1163
  -  Fulko V. z Anjou, regent, 1131–1136
- Raimond z Poitiers, 1136–1149 (sňatkem)
- Renauld de Chatillon, 1153–1160 (sňatkem)
- Bohemund III. 1163–1201
  -  Raimond, regent, 1193–1194
- Bohemund IV., 1201–1216, první období vlády
- Raimond Roupen, 1216–1219
- Bohemund IV., 1219–1233, druhé období vlády
- Bohemund V., 1233–1251
- Bohemund VI., 1251–1268

## Nominální antiochijská knížata v letech 1268–1457
- Bohemund VI., 1268–1275
- Bohemund VII., 1275–1287
- Lucie, 1287–1299
- Filip z Toucy, 1299–1300
- titul přešel na krále Kypru a Jeruzaléma
- Marguerite de Lusignan, zemřela roku 1308, sestra Huga III., poslední paní z Tyru
- Jan I. de Lusignan, 1364–1375, třetí syn krále Huga IV.
- Jan II., 1432–1456
- Jan III. z Coimbry, 1456–1457, manžel budoucí královny Charlotty

## Vazalové

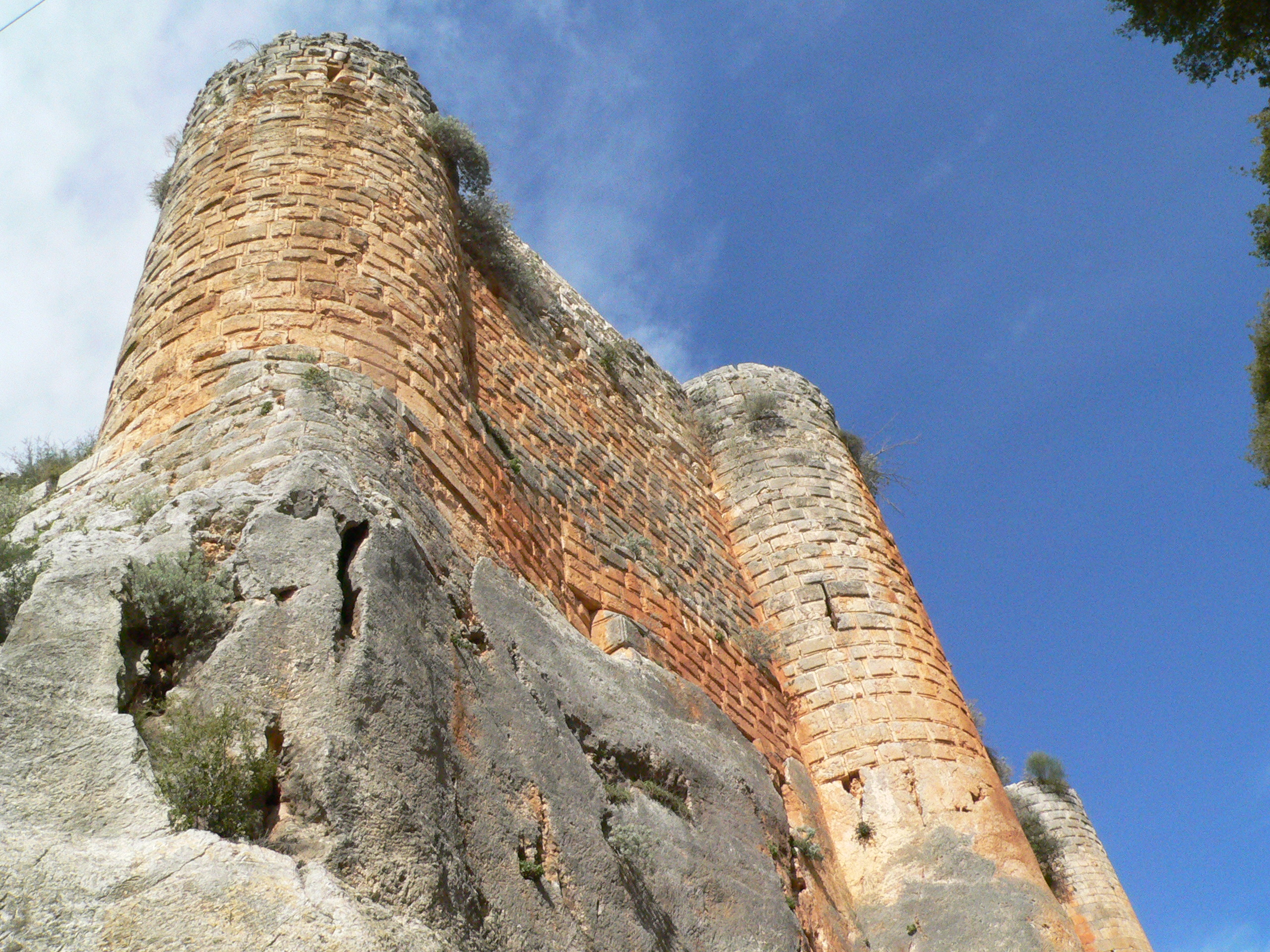
Hrad Saone

- Panství Valénie a Marqab
- Panství Saone a Sarmady
- Panství Harrenc
- Panství Cerep
- Panství Capharda

### Panství Saone a Sarmady
Panství Saon bylo spravováno z hradu Saone. K panství náležela města Sarmada (ztracena 1134) a Balatanos. Saladin panství dobyl roku 1188 na posledním pánu ze Saonu, Matthewovi.

#### Seznam pánů ze Saonu
- Robert „Malomocný“, (zemřel roku 1119)
- William, 1119–1132
- Matthew

## Nejvyšší antiochijské úřady
Knížectví Antiochie byl feudálním státem západního typu. Jeho úřady byli zřízeny podle jeruzalémského vzoru. Názvy úřadů byly: majordomus, komisař, hejtman, vrchni lokaj, správce a kancléř. Následuje seznam lidí, kteří dané úřady zastávali.

### Majordomové
- Eschivard de Sarmenia (1149–1169)
- Gervais de Sarmenia (1181–1199)
- Acharie de Sarmenia (1216–1251)
- Peter de Hazart (1262)

### Komisaři
- Robert (1098)
- Richard (1101–1114), snad pouze formálně
- Adam (1101–1114)
- Renauld Mansoer (1126–1134)
- Walter de Surdeval (1134–1135)
- Roger des Monts (1140–1149)
- Archembauld (1153)
- Geoffrey Sourdain (1154)
- Guiscard de l'Île (1170–1172)
- Baldwin (1174/5)
- Rainald (1179)
- Ralph des Monts (1186–1194)
- Roger des Monts (1194–1216)
- Robert Mancel (1207–1219)
- Simon Mancel (1262)

### Hejtmani
- Raimond (1140)
- Guarin Malmuz (1140–1160)
- William Tirel (1149–1169)
- William de Cava (1175–1186)
- Bartholoměj Tirel (1186–1191)
- Hugh Flauncurt (1193/1200)
- Thomas (1200–1231)
- Basil (1210), i jako hejtman v Arménii
- Bartholoměj Tirel (1262)

### Vrchní lokajové
- Martin de Margat (1140–1144)
- Peter Salvarici (1149)
- William de Moci (1169)
- Paganus (1210)
- Julien le Jaune (1216)

### Správci
- Trigaud (1138)
- Basil (1140)
- Peter (1151–1172)
- William (1163)
- Raimond de Gibelet (1174)
- Oliver (1179–1190)
- Simon Burgevin (1195)
- Simon (1215–1216)

### Kancléři
- Walter (1114)–1122)
- Ralph (1127)
- Franco (1133–1135)
- Eudes (1140–1143)
- John (1149)
- Walt (1154)
- Geoffrey (1154–1155)
- Bouchard (1155)
- Bernard (1163–1170)
- William (1172)
- John (1177–1183)
- Albert (1186)–1200), arcibiskup z Tarsu, snad pouze formálně
- John of Corbonio (1203–1205), snad komisař i kancléř Tripolisu
- Jourdain (1215–1216)
- John (před rokem 1225)
- Geoffrey (1241)
- William (1262)